# Pul Pehlad
Pul Pehlad là một thị trấn thống kê (census town) của quận South thuộc bang Delhi, Ấn Độ.

## Nhân khẩu
Theo điều tra dân số năm 2001 của Ấn Độ, Pul Pehlad có dân số 47.336 người. Phái nam chiếm 56% tổng số dân và phái nữ chiếm 44%. Pul Pehlad có tỷ lệ 63% biết đọc biết viết, cao hơn tỷ lệ trung bình toàn quốc là 59,5%: tỷ lệ cho phái nam là 72%, và tỷ lệ cho phái nữ là 51%. Tại Pul Pehlad, 19% dân số nhỏ hơn 6 tuổi.